# 世界が愛した絵本
『世界が愛した絵本』（せかいがあいしたえほん）は、2010年5月1日から2020年3月28日まで、テレビ朝日で放送された朗読番組。聖教新聞の一社提供番組。2012年3月31日まではテレビ朝日系列フルネット局で放送されていた。

## 概要
- 2010年4月に放送された『脳活研』の後継番組で、毎週、日本あるいは海外の絵本の一節を朗読で紹介する番組である。
- 番組制作はテレビ朝日とテレビ朝日映像（ViViA）。
- 土曜日での放送と全国放送は2012年3月31日放送分で終了、翌日放送分からはテレビ朝日のみでの放送となり、2009年10月の『挑戦者〜No.1への階段〜』以来、2年半続いたテレビ朝日土曜20:51のミニ番組は廃枠となった。放送日も毎週日曜日に移動となり、時間帯も17:25 - 17:30での放送になった。
- 2015年4月5日より本番組放送時間帯に『報道ステーション SUNDAY』が枠移動するため、同月4日から毎週土曜17:25 - 17:30に枠移動。
- 2016年4月より17:30 - 18:00に放送している『ANNスーパーJチャンネル』が16:30 - 18:00の90分枠に拡大・『スーパーJチャンネル』に改題するため、11:40 - 11:45に繰り上げて放送継続。2018年10月より9:55 - 10:00に変更となった。
- 2020年3月28日の放送をもって終了。9年11か月の放送に幕を降ろした。

## 出演者
※すべてナレーション。過去の出演者も含む。
- 藤田淑子
- 伊倉一恵
- 松田洋治
- 置鮎龍太郎
- 阪脩
- 篠原恵美
- かかずゆみ
- 塩屋浩三
- 進藤尚美
- 疋田由香里
- 渡辺徹
- 小笠原亜里沙
- 高島雅羅
- 美山加恋
- 山崎静代 - 自伝的絵本『このおに』を自ら朗読。

## 放送時間
| 放送期間   | 放送期間   | 放送時間 (JST)              | ネット局 | 備考                                                     |
| ---------- | ---------- | --------------------------- | -------- | -------------------------------------------------------- |
| 2010.05.01 | 2012.03.31 | 土曜日 20:51 - 20:54（3分） | 24局     | 特別番組放送時に時間変更もしくは休止になる場合があった。 |
| 2012.04.01 | 2015.03.29 | 日曜日 17:25 - 17:30（5分） | 01局     | ここからは関東ローカル期                                 |
| 2015.04.04 | 2016.03.26 | 土曜日 17:25 - 17:30（5分） | 01局     |                                                          |
| 2016.04.02 | 2018.09.29 | 土曜日 11:40 - 11:45（5分） | 01局     |                                                          |
| 2018.10.06 | 2019.09.28 | 土曜日 09:55 - 10:00（5分） | 01局     |                                                          |
| 2019.10.05 | 2020.03.28 | 土曜日 15:55 - 16:00（5分） | 01局     |                                                          |